# Michaela Rosenberger
Michaela Rosenberger (* 12. Mai 1960 in Sankt Michaelisdonn) ist eine deutsche Gewerkschafterin. Sie war Vorsitzende der Gewerkschaft Nahrung-Genuss-Gaststätten (NGG) von 2013 bis 2018.

## Leben
Michaela Rosenberger wuchs in Sankt Michaelisdonn auf, besuchte dort die Realschule, bevor sie eine Ausbildung als Hotelfachfrau in der Nähe von Heide absolvierte. Die spätere Berufsschulfachlehrerin ist seit 1981 Mitglied der Gewerkschaft Nahrung-Genuss-Gaststätten (NGG).
Anfang der 1990er-Jahre wurde Rosenberger als Gewerkschaftssekretärin ausgebildet, um ihre hauptamtliche Gewerkschaftslaufbahn 1992 bei der NGG-Hauptverwaltung in Hamburg zu beginnen. 1997 wechselte sie in den NGG-Landesbezirk Nord und betreute dort die Bereiche Bildung und Frauen sowie diverse Flächen- und Haustarifverträge. Auf dem Gewerkschaftstag 2003 wurde Rosenberger in den Geschäftsführenden Hauptvorstand der NGG gewählt und auf dem Gewerkschaftstag 2008 entsprechend bestätigt. Der Gewerkschaftstag im November 2013 wählte sie schließlich mit 87 Prozent der Stimmen zur Vorsitzenden. 2018 kandidierte sie aus Gesundheitsgründen nicht mehr; ihr Nachfolger wurde Guido Zeitler.
Michaela Rosenberger ist Mitglied der SPD.